# Kościół Świętego Wawrzyńca w Radymnie
Kościół Świętego Wawrzyńca w Radymnie – zabytkowy kościół położony na terenie parafii św. Wawrzyńca w Radymnie w archidiecezji przemyskiej.

## Historia i architektura

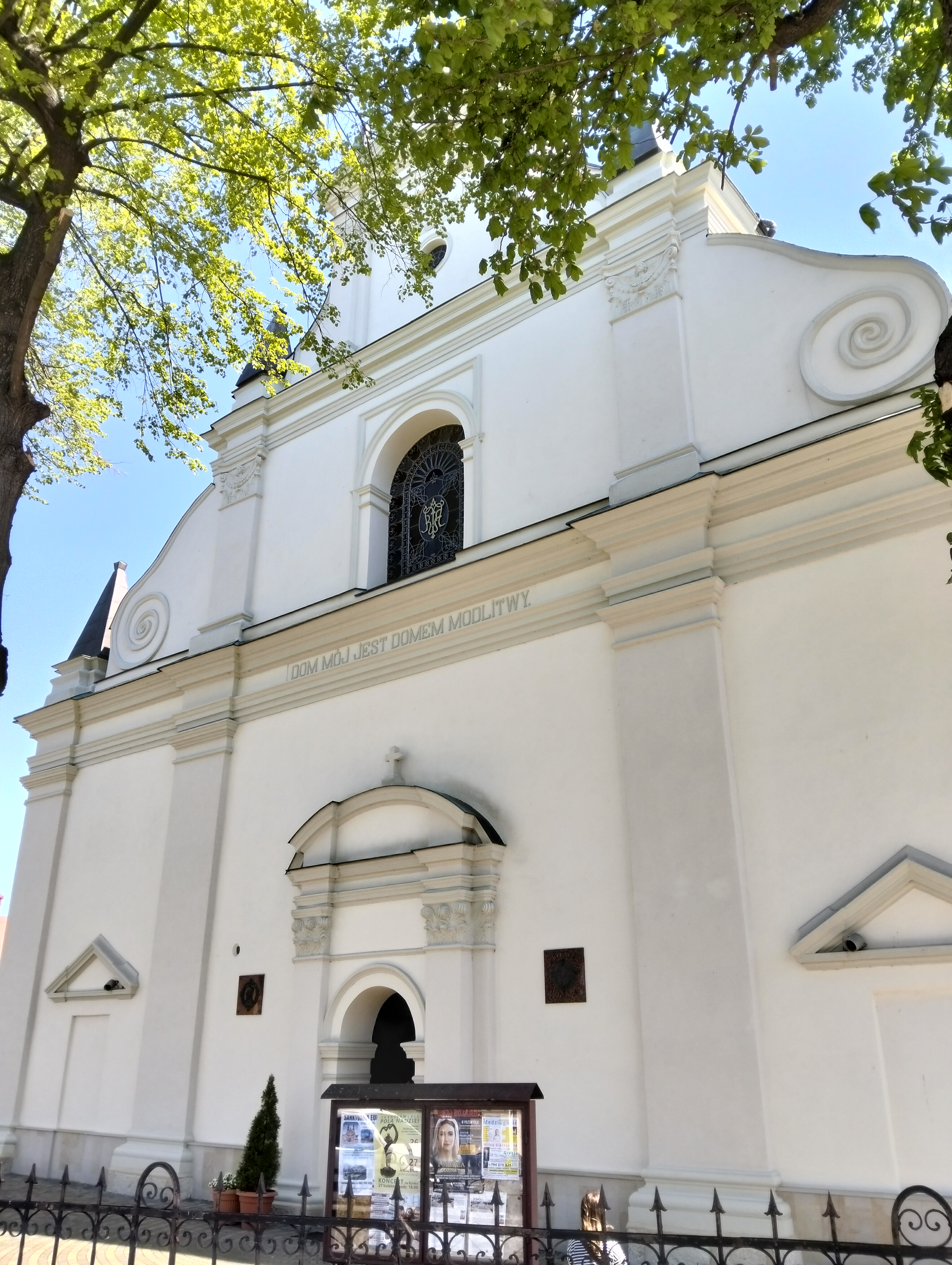
Elewacja wejściowa

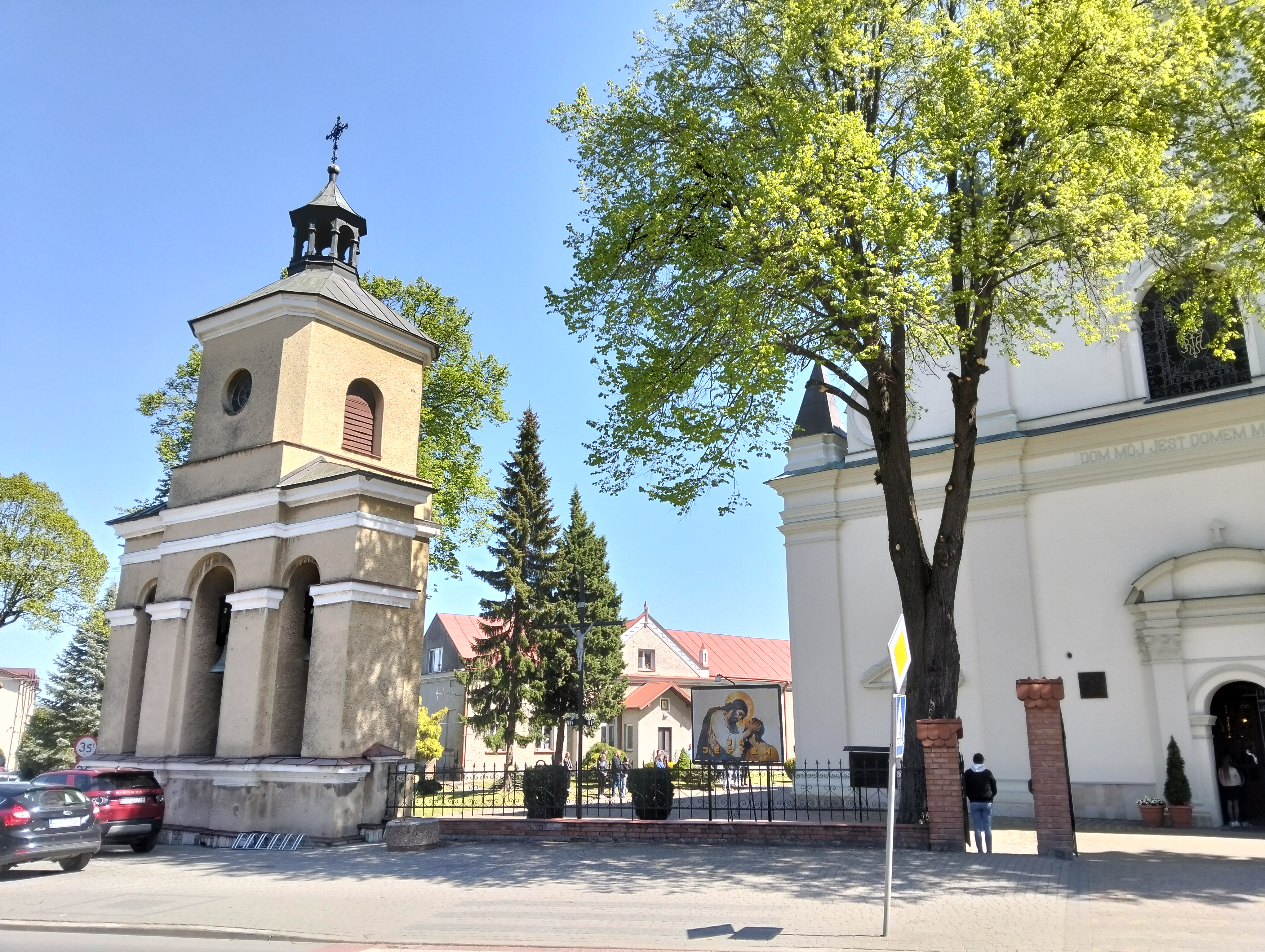
Dzwonnica

Zbudowany w latach 1724–1730 z inicjatywy biskupa przemyskiego Aleksandra Antoniego Fredry. Świątynia poświęcona przez ks. Andrzeja Pruskiego. Jest to budowla murowana w stylu barokowym. Przy kościele znajduje się dzwonnica z 1729, zabytkowa plebania oraz budynek zakonu Zgromadzenia Sióstr Służebniczek Najświętszej Maryi Panny W 1891 Kościół został gruntownie wyremontowany i ozdobiony. Podczas I wojny światowej 21 października 1914 około godz. 15 w wyniku trafienia pociskiem artyleryjskim zapalił się dach kościoła wraz z wieżą, który spłonął w ciągu dwóch godzin. Po wojnie wyremontowany.
Począwszy od zakończenia II wojny światowej powadzone były prace, mające na celu upiększenie świątyni. W 1953 ksiądz proboszcz Franciszek Michalec poinformował kurię, że został dokonany remont ołtarza św. Mikołaja, zakupiono także jeden głos do nowych organów. W 1958 przeprowadzono gruntowny remont frontu kościoła oraz dzwonnicy. Odnowiono również zabytkowe drzwi świątyni. Koniec lat 50. przebiegał pod znakiem przygotowań do malowania nowej polichromii kościoła. Rozpoczął je jeszcze ksiądz proboszcz Franciszek 
Michalec, jednak nie zrealizował swego planu do końca, gdyż musiał odejść z parafii. Jego pracę podjął nowy proboszcz, ksiądz Ludwik Dyszyński, który objął parafię 5 sierpnia 1959. W październiku 1959 proboszcz radymniański prosił kurię biskupią o pozwolenie na przeprowadzenie prac malarskich według projektu artysty malarza Stanisława Jakubczyka. Po otrzymaniu zgody przystąpiono do prac. 6 grudnia 1960 ordynariusz przemyski ks. biskup Franciszek Barda w obecności licznie zgromadzonego duchowieństwa i wiernych poświęcił nową polichromię. W 1961 zakupiono nowe, metalowe tabernakulum, które wykonał przemyski złotnik Władysław Rosołowski. Poświęcenia dokonał ks. bp Stanisław Jakiel (7 maja 1962). Tydzień później (13 maja 1962) podczas wizytacji parafii ordynariusz przemyski konsekrował trzy nowe dzwony autorstwa Jana Felczyńskiego z Przemyśla: „Wawrzyniec” – 1200 kg, „Maria” – 700 kg i „Mikołaj” – 300 kg. W 1963 wyzłocono także ołtarz Matki Bożej, a rok później przeprowadzono remont organów. W ciągu kilku lat dokonano renowacji czterech ołtarzy, w tym głównego, a także ambony.
W 1995 kościół został pokryty nowym dachem z miedzi. W 1997 został odnowiony główny ołtarz. Od 2006 w kościele wymieniono nagłośnienie, zainstalowano nowoczesne ogrzewanie, odnowiono ołtarz św. Agnieszki i ołtarz św. Mikołaja.